# Хамраев, Рустам Шаниязович
Руста́м Шания́зович Хамра́ев (укр. Рустам Шанійозович Хамраєв; 29 ноября 1975, Луцк — 17 июня 2014, Металлист) — украинский военнослужащий, солдат, участник российско-украинской войны. Герой Украины (2021, посмертно).

## Биография
Рустам Хамраев родился в Луцке в семье узбека и украинки. Его дед по отцовской линии, Турнийоз Хамраев, был ветераном Второй мировой войны, участником битвы за Москву и освобождения Европы от нацизма.
В 1993–1995 годах проходил службу в пограничных и сухопутных войсках Украины. После демобилизации работал менеджером в научно-производственной фирме, а с 2004 года — частным предпринимателем.
С конца ноября 2013 года активно участвовал в протестах на Майдане. Был бойцом 14-й сотни «Вільні люди» Самообороны Майдана, а после её разгрома перешёл в 38-ю «Железную сотню». 20 февраля 2014 года, несмотря на ранение и контузию, спасал раненых и погибших товарищей под обстрелом снайперов.
В мае 2014 года добровольно вступил в 24-й батальон территориальной обороны «Айдар», где служил старшим наводчиком автоматических противопехотных гранатомётов 2-й роты «Запад». 
17 июня 2014 года погиб в бою за освобождение посёлка Металлист Луганской области. Под шквальным огнём противника прикрывал отход своих товарищей и был смертельно ранен из крупнокалиберного пулемёта танка. 
Похоронен 20 июня 2014 года на Аллее почётных захоронений главного кладбища Луцка.

## Награды
- Звание «Герой Украины» с удостоением ордена «Золотая Звезда» (14 октября 2021, посмертно) — за личное мужество и героизм, проявленные в защите государственного суверенитета и территориальной целостности Украины, верность военной присяге[3].
- Орден «За мужество» III степени (8 августа 2014, посмертно) — за личное мужество и самоотверженные действия, проявленные в защите государственного суверенитета и территориальной целостности Украины, верность военной присяге[4].